# Waterloo (canción)
«Waterloo» es una canción y un sencillo del grupo sueco ABBA. Waterloo fue la canción con la que ganaron el Melodifestivalen 1974 y el XIX Festival de Eurovisión en la ciudad de Brighton (Reino Unido), convirtiéndose en su primer éxito mundial.

## La canción
La música fue compuesta por Björn y Benny, y la letra por Stig y fue grabada el 17 de diciembre de 1973, en principio se llamó "Honey Pie". La canción más tarde sería incluida en el álbum Waterloo, solo en The Complete Studio Recordings como la pista nº13. Esta canción fue una de las canciones de ABBA compuesta con un estilo entre el rock y  el pop, aunque que más tarde se decatarían por la música disco.
Waterloo fue escrita para competir en el Festival de la Canción de Eurovisión. Tres de los integrantes del grupo eligieron la canción  Hasta mañana, Frida  no estaba de acuerdo porque pensaba que no ganarían con esa canción. Por lo que eligieron Waterloo para concursar en el Melodifestivalen. Al contrario a lo que sucedió el año anterior, Waterloo ganó el Melodifestivalen 1974 y ABBA tuvo al fin la oportunidad de competir en el Festival Internacional con su versión en inglés.

## Honey, Honey
Honey Honey (en sueco), fue la canción elegida para ser el lado B de la versión en sueco de Waterloo. Fue compuesta por Benny y Björn y grabada el 30 de enero de 1974, previamente en inglés. La canción habla sobre dos parejas que se dicen el uno a otro cuánto se quieren y se aman. La canción más tarde sería incluida en el álbum de Waterloo, solo en The Complete Studio Recordings como la pista número 14. La versión en sueco fue incluida en el recopilatorio 18 Hits.

## Listas

### "Waterloo" en las listas
| Lista                      | Posición |
| -------------------------- | -------- |
| Suecia Svensktoppen Chart  | 1        |
| Suecia Álbum/Singles Chart | 2        |

### "Honey, Honey" en listas
| Lista                     | Posición |
| ------------------------- | -------- |
| Suecia Svensktoppen Chart | 6        |

## Versión en inglés
Waterloo originalmente fue escrita para el Festival de Eurovisión de 1974, después de que el grupo quedara tercero en el Melodifestivalen 1973 (final nacional sueca) del año anterior con la canción Ring Ring. El grupo eligió esta canción en lugar de otra de sus canciones, Hasta Mañana. Fue una buena elección, ya que la canción escaló la lista de éxitos sueca hasta llegar a los primeros puestos en febrero de 1974, y tras ganar el Melodifestivalen 1974 ABBA se dirigió a la final en Brighton, el Festival de la Canción de Eurovisión 1974 el 6 de abril, consiguiendo el primer triunfo en este certamen para Suecia.
Fue escrita por Benny, Björn y Stig, siendo grabada el 17 de diciembre de 1973, llamada primeramente "Honey Pie". La canción habla sobre cómo una chica se tiene que rendir a un romance, igual que Napoleon Bonaparte se rindió en la Batalla de Waterloo en 1815.

Waterloo fue una de las pocas canciones de ABBA en la que se simultanean los ritmos de rock y jazz, ya que en su discografía posterior se decantó por ritmos más discotequeros. Está incluida en el disco Waterloo como el track #1.
La canción forma parte actualmente del musical Mamma Mia!, basado en las canciones de ABBA. Comúnmente era interpretada por el grupo en sus tours de 1974, de 1975, de 1977 y de 1979.

## Éxitos en las listas
El sencillo "Waterloo" descubrió al mundo el fenómeno ABBA. La canción subió disparada al número uno en la lista de éxitos del Reino Unido y se mantuvo en ese puesto dos semanas en el mes de mayo. Ese fue el primero de los nueve "número uno" que conseguiría la banda en el Reino Unido. Increíblemente para una canción de Eurovisión, la canción llegó al Top Ten en los Estados Unidos y Canadá. También fue número uno en Bélgica, Finlandia, Irlanda, Noruega, Sudáfrica, Suiza y Alemania occidental, número dos en Suecia (la versión sueca de la canción), Austria, Rodesia (actual Zimbabue) y en los Países Bajos; número tres en Canadá, Francia, Nueva Zelanda, España y Suecia (la versión inglesa); y número cuatro en Australia.
El 22 de octubre de 2005, durante la celebración del cincuenta aniversario del festival en la gala Congratulations, Waterloo fue elegida por los espectadores de toda Europa como la mejor canción de toda la historia del festival.

## Watch Out
Watch Out (ten cuidado) se convirtió en la acompañante de este sencillo. La canción fue escrita por Benny, Björn y Stig. Fue grabada el 17 de diciembre de 1973. La canción habla de como un hombre le dice a una chica que tenga cuidado, porque el la va a seguir hasta que ella acepte ser su pareja. La canción pertenece al álbum "Waterloo" como tema n.º 9.
Comúnmente era interpretada por el grupo en sus tours de 1974 y de 1975. Esta canción sería más tarde el lado B de Hasta Mañana cuando fue lanzada como sencillo.

## El vídeo
Se grabó en 1974 (al mismo tiempo que el de "Ring Ring"), en los Estudios de SVT. ABBA aparece cantando la canción y luciendo los trajes con los que ganó en el festival de Eurovisión. Fue dirigido por Lasse Hallström.
Actualmente el vídeo está disponible en los DVD The Definitive Collection (DVD), ABBA Number Ones (DVD), ABBA: 16 Hits, ABBA Gold (DVD) y The Last Video

## Legado
Waterloo se relanzó en 2004  con motivo de la celebración del trigésimo aniversario de la victoria de ABBA en el Festival de Eurovisión. Esta reedición conmemorativa incluía la misma cara B (Honey, Honey y alcanzó el puesto 20 en las listas de éxitos de Reino Unido. Un año más tarde, el tema fue elegido como la mejor canción de la historia del Festival de Eurovisión, durante la gala especial de celebración del 50 aniversario del popular certamen musical.
Billboard posicionó a Waterloo como la  novena mejor canción de ABBA y en 2021, la revista estadounidense Rolling Stone la ubicó entre la décima mejor canción del grupo sueco.

## Listas
| Lista                                    | Posición |
| ---------------------------------------- | -------- |
| Alemania Top 50 Ventas/Singles Chart     | 1        |
| Bélgica Top 30 BRT Singles Chart         | 1        |
| Colombia Top 50 Radio Uno Chart          | 1        |
| Dinamarca Top 40 Singles Chart           | 1        |
| Finlandia Top 40 YLE Chart               | 1        |
| Finlandia Suosikki Singles Chart         | 1        |
| Grecia Singles Chart                     | 1        |
| Irlanda Top 30 IRMA Singles Chart        | 1        |
| Noruega Top 20 Singles Chart             | 1        |
| Holanda Top 30 National Hitparade Chart  | 1        |
| UK Singles Chart                         | 1        |
| Sudáfrica Springbok Top 20 Singles Chart | 1        |
| Suecia Tio i Topp Chart                  | 1        |
| Suiza Top 100 Singles Chart              | 1        |
| Turkish Singles Charts                   | 1        |
| Yugoslavia, Top 20 Jugoslavija Singlovi  | 1        |
| Austria Top 75 Singles Chart             | 2        |
| Holanda Dutch Top 40 Chart               | 2        |
| Israel Sngles Chart                      | 2        |
| Zimbabwe Top 20 Singles Chart            | 2        |
| España Ventas/Singles Chart              | 3        |
| Francia Top 30 Singles Chart             | 3        |
| Nueva Zelanda Top 40 RIANZ Singles Chart | 3        |
| Suecia Álbum/Singles Chart               | 3        |
| Australia Top 40 ARIA Singles Chart      | 4        |
| Billboard Hot 100                        | 6        |
| Canadá Top 100 RPM Weekly Chart          | 7        |
| E.U. Top 100 Record World Singles Chart  | 9        |
| E.U. Top 100 Cashbox Singles Chart       | 10       |
| Italia Top 50 Hit Parade Chart           | 14       |

| Lista                             | Posición |
| --------------------------------- | -------- |
| UK Singles Chart                  | 20       |
| Irlanda Top 50 IRMA Singles Chart | 33       |

### Trayectoria en listas
| Posición | 76 | 66 | 52 | 39 | 30 | 24 | 18 | 18 | 15 | 11 | 7 | 7 | 6 | 24 | 34 | 43 | 48 |

| Posición | 17 | 2 | 1 | 1 | 2 | 6 | 15 | 23 | 33 |

| Posición | 70 | 66 | 41 | 24 | 16 | 15 | 14 | 11 | 7 | 6 | 4 | 5 | 7 | 9 | 9 | 9 | 17 | 25 | 35 | 45 | 52 | 63 |

### Listas de fin de año
| País                   | Posición | Año  |
| ---------------------- | -------- | ---- |
| Alemania               | 8        | 1974 |
| Australia              | 36       | 1974 |
| Bélgica                | 11       | 1974 |
| Canadá                 | 67       | 1974 |
| Estados UnidosHot 100  | 49       | 1974 |
| Estados UnidosCash Box | 84       | 1974 |
| Francia                | 24       | 1974 |
| Italia                 | 45       | 1974 |
| Países Bajos           | 14       | 1974 |
| Reino Unido            | 16       | 1974 |
| Sudáfrica              | 14       | 1974 |
| Suiza                  | 2        | 1974 |

## Certificaciones
| País           | Certificación | Ventas    |
| -------------- | ------------- | --------- |
| Estados Unidos | Oro           | + 800.000 |
| Francia        | Oro           | + 250.000 |
| Alemania       | Oro           | + 250.000 |

## Otras versiones de "Waterloo"
- Waterloo (Alemán). Fue escrita por Gerd Mueller-Schwanke y grabada el 15 de marzo de 1974. La canción más tarde sería agregada al disco "Waterloo", sólo en The Complete Studio Recordings como el track #15. Fue lanzada como sencillo en Alemania donde no tuvo éxito.[8]

- Waterloo (Francés). Fue escrita por Alain Boublil y grabada el 18 de abril de 1974.Es la única canción que ABBA canta en francés. La canción más tarde sería agregada al disco "Waterloo", sólo en The Complete Studio Recordings como el track #19. Fue lanzada como sencillo en Francia, con Gonna Sing You My Lovesong en el lado B, pero no tuvo éxito.[9] Aparece en la recopilación 18 Hits como el track #16.

- Waterloo (Multilenguaje). Es un remix lanzado en 1994 en la caja Thank you for the Music (1994) en el CD4 como tema n.º 12. Consta de una parte cantada en francés y la segunda en sueco.[10]

- Waterloo (Remix alternativo). Es un remix que por error se puso como sencillo en Suecia, y se cambió por la versión original. Está disponible actualmente en la caja The Complete Studio Recordings en el CD9 como  pista número uno.[11]

- Waterloo (Español). Durante su visita a España en 1974, ABBA afirmó que probablemente grabarían una versión en español de Waterloo, sin embargo no existen registros que demuestren que ABBA grabó la canción.[12]